# Gerhard Himmel
Gerhard Himmel (Hanau, Zapadna Njemačka, 12. svibnja 1965.), zapadnonjemački hrvač i svjetski prvak u hrvanju.
Himmel je počeo trenirati hrvanje u klubu SRV Großkrotzenburg te je 1983. postao juniorski doprvak svijeta. Uoči Olimpijade u Seulu, hrvač osvaja treće mjesto na europskom prvenstvu u Kolbotnu. Na samim olimpijskim igrama, Gerhard je stigao do finala u teškoj kategoriji gdje je bolji od njega bio poljski predstavnik Andrzej Wroński.
Posljednji (ujedno i najveći) veliki uspjeh, hrvač ostvaruje na svjetskom prvenstvu u švicarskom Martignyju. Ondje je osvojio svjetski naslov a sportski se umirovljuje u ljeto 1991.
Također, Himmel je studirao u Švicarskoj (Sveučilište St. Gallen) i Americi (Sveučilište Iowa) te je stekao doktorat iz ekonomije.

## Vanjske poveznice
- Himmelov profil na Sports-reference.com  Arhivirana inačica izvorne stranice od 18. travnja 2020. (Wayback Machine)
- Sportski uspjesi hrvača